# Ludovisijev Galačan ubija sebe in svojo ženo
Ludovisijev Galačan ubija sebe in svojo ženo (tudi Galačanov samomor) je rimska marmorna skupina, ki prikazuje človeka, ki potiska meč v svoje prsi, in  izzivalno gleda nazaj, s svojo levo roko pa podpira umirajočo žensko. To je rimska kopija iz zgodnjega 2. stoletja po helenističnem izvirniku iz približno 230–220 pr. n. št., ena od bronastih skupin, ki jih je Atal I. naročil grškim kiparjem po svojih zmagah nad Galačani iz Galatije. Drugi rimski marmorni kopiji sta znan Umirajoči Galačan in manj znan  Klečeči Galačan.
Skupina skulptur se je prvič pojavila v Ludovisijevem (Ludovisi je bila rimska plemiška družina) popisu imetja, ki je bil narejen 2. februarja 1623. Našli so jo na posestvu Ludovisijeve vile v Rimu malo pred tem. Območje je bilo v klasičnem obdobju del Salustijevih vrtov, ki se je v 19. stoletju pokazalo za bogat vir rimskih (in nekaterih grških) kipov (Haskell in Penny, 282). Med zadnjimi najdbami v vili, preden je bil prostor pozidan, je bil Ludovisijev prestol.
Skulptura, zdaj v Narodnem muzeju v Rimu, Altempsova palača, je bila od 17. stoletja naprej zelo občudovana. Bila je med gravurami v zbirki rimskih kipov kiparja Perrierja in jo je kodificiral Audran kot eno od antičnih skulptur, ki je kanon drobnih razmerij človeškega telesa. Nicolas Poussin je predelal kip za skupino v desnem ospredju svoje skupine Ugrabitev Sabink, zdaj je v Metropolitanskem muzeju umetnosti (Friedlaender 19 in slika 108). Obiskovalci in pisci vodnikov so našli kar nekaj stvari iz zgodovine Rimljanov, ki bi lahko kip povezovale z zgodbo: Ludovisijev popis imetja iz leta 1633 navaja, da je »neki Marij ubil svojo hčer in samega sebe«, kar se nanaša na zgodbo o nekem patriciju Sekstu Mariju, ki je hotel svojo hčer zaščititi pred Tiberijevim poželenjem in bil obtožen incesta.
Giovanni Francesco Susini je naredil skupino v majhni bronasti obliki. Marmor je kopiral François Lespingola za Ludvika XIV. in ga je še vedno mogoče videti v paru z  Laokoontovo skupino pri vhodu v Tapis Vert v Versaillesu; za ulivanje pripravljena kopija je ostala na francoski akademiji v Rimu (kjer je ostala). Ludovisijevi dediči so prepovedali nadaljnje odlitke, vendar je leta 1816–19 princ Luigi Boncompagni Ludovisi poslal mavčni odlitek princu regentu Juriju IV., velikemu vojvodi Toskane, knezu Metternichu in diplomatu na dunajskem kongresu,  Wilhelmu von Humboldtu (Haskell in Penny 284).